# Ayakashi Triangle
Ayakashi Triangle (jap. あやかしトライアングル Ayakashi toraianguru) – manga autorstwa Kentarō Yabukiego, publikowana w czasopiśmie „Shūkan Shōnen Jump” wydawnictwa Shūeisha od czerwca 2020 do kwietnia 2022. Następnie seria została przeniesiona do magazynu internetowego „Shōnen Jump+”, gdzie ukazywała się do września 2023. Całość została skompilowana w 16 tomach.
Na podstawie mangi studio Connect stworzyło serial anime, który emitowano od stycznia do września 2023.

## Fabuła
Matsuri Kazamaki i Suzu Kanade to przyjaciele z dzieciństwa, którzy od dawna darzą się uczuciem i mają zdolność widzenia ayakashi. Matsuri pochodzi z rodu egzorcystów-ninja, którzy chronią ludzi przed złymi ayakashi, natomiast Suzu jest medium, co sprawia, że przyciąga wiele duchów. Pewnego dnia Matsuri dowiaduje się, że rosnąca moc Suzu nieuchronnie sprawi, że ayakashi będą próbowały ją pożreć, aby zdobyć jeszcze większą siłę. W związku z tym postanawia chronić Suzu, egzorcyzmując złe ayakashi, które się do niej zbliżają.
Lata później, w przeddzień rozpoczęcia nauki w liceum, Suzu zostaje zaatakowana przez Shirogane, króla ayakashi, jednak zostaje uratowana przez Matsuriego. Nie mogąc pokonać złego ducha, Matsuri pieczętuje większość jego mocy w zwoju. Jednak wcześniej, Shirogane rzuca na Matsuriego klątwę, która zmienia go w dziewczynę, mając nadzieję, że ta przemiana zniszczy szansę na związek Matsuriego i Suzu w przyszłości. Podczas gdy Suzu pomaga Matsuriemu przystosować się do nowego życia jako dziewczyna, Shirogane knuje plan odzyskania swojej mocy i pożarcia Suzu.

## Bohaterowie
- Matsuri Kazamaki (jap. 風巻 祭里 Kazamaki Matsuri)

Seiyū: Shōya Chiba (chłopak), Miyu Tomita (dziewczyna) 
- Suzu Kanade (jap. 花奏 すず Kanade Suzu)

Seiyū: Kana Ichinose 
- Shirogane (jap. シロガネ)

Seiyū: Tesshō Genda 

## Manga
Manga była publikowana w czasopiśmie „Shūkan Shōnen Jump” od 15 czerwca 2020 do 18 kwietnia 2022. Następnie została przeniesiona do magazynu internetowego „Shōnen Jump+”, w którym ukazywała się od 25 kwietnia tego samego roku do 25 września 2023. Wydawnictwo Shūeisha zebrało jej rozdziały w 16 tankōbonach, wydawanych od 2 października 2020 do 4 grudnia 2023.
| Nr | Data wydania (język japoński) | ISBN (język japoński)  |
| -- | ----------------------------- | ---------------------- |
| 1  | 2 października 2020           | ISBN 978-4-08-882505-2 |
| 2  | 4 grudnia 2020                | ISBN 978-4-08-882516-8 |
| 3  | 4 marca 2021                  | ISBN 978-4-08-882582-3 |
| 4  | 4 czerwca 2021                | ISBN 978-4-08-882682-0 |
| 5  | 4 sierpnia 2021               | ISBN 978-4-08-882732-2 |
| 6  | 4 października 2021           | ISBN 978-4-08-882790-2 |
| 7  | 4 stycznia 2022               | ISBN 978-4-08-882881-7 |
| 8  | 4 marca 2022                  | ISBN 978-4-08-883034-6 |
| 9  | 3 czerwca 2022                | ISBN 978-4-08-883148-0 |
| 10 | 2 września 2022               | ISBN 978-4-08-883250-0 |
| 11 | 4 listopada 2022              | ISBN 978-4-08-883363-7 |
| 12 | 4 stycznia 2023               | ISBN 978-4-08-883440-5 |
| 13 | 3 marca 2023                  | ISBN 978-4-08-883514-3 |
| 14 | 2 czerwca 2023                | ISBN 978-4-08-883545-7 |
| 15 | 4 września 2023               | ISBN 978-4-08-883712-3 |
| 16 | 4 grudnia 2023                | ISBN 978-4-08-883802-1 |

## Anime
18 grudnia 2021, podczas wydarzenia Jump Festa 2022, ogłoszono powstanie adaptacji w formie telewizyjnego serialu anime. Seria została wyprodukowana przez studio Connect, a za reżyserię odpowiadał Noriaki Akitaya. Scenariusz napisał Shogo Yasukawa, projekty postaci przygotował Hideki Furukawa, a muzykę skomponował Rei Ishizuka. Premiera odbyła się 10 stycznia 2023 na antenie GYT oraz w innych stacjach. Motywem otwierającym jest „Neppu wa ruten-suru” (jap. 熱風は流転する) autorstwa The Dance for Philosophy, natomiast końcowym „Itowanai” (jap. 厭わない) w wykonaniu MIMiNARI z gościnnym udziałem Miyu Tomity i Kany Ichinose. Licencję na dystrybucję serii nabył Crunchyroll.
23 stycznia ogłoszono, że emisja serii zostanie wstrzymana z powodu opóźnień produkcyjnych spowodowanych pandemią COVID-19. 27 lutego poinformowano, że odcinki 5 i 6 zostaną wyemitowane odpowiednio 7 i 14 marca, jednak szczegóły dotyczące odcinka 7 i kolejnych miały zostać podane w późniejszym terminie. Serial wznowiono od pierwszego odcinka 11 lipca, a emisja zakończyła się 26 września 2023.